# كاسيو دي جيسوس
كاسيو دي جيسوس هو لاعب كرة قدم برازيلي، ولد في 21 نوفمبر 1989 في ساو باولو في البرازيل. لعب مع نادي كلنتن.

## وصلات خارجية
- كاسيو دي جيسوس على موقع قاعدة بيانات كرة القدم.إي يو (الإنجليزية)
- كاسيو دي جيسوس على موقع Soccerway.com (الإنجليزية)
- كاسيو دي جيسوس على موقع عالم كرة القدم.نت (الإنجليزية)